# Keith Laumer
John Keith Laumer (9 giugno 1925 – 23 gennaio 1993) è stato uno scrittore statunitense di fantascienza.
Prima di diventare scrittore a tempo pieno, fu ufficiale della U.S. Air Force e diplomatico degli Stati Uniti.
Ha firmato opere anche con lo pseudonimo di Anthony Le Baron.
Anche suo fratello March Laumer fu uno scrittore, noto per la sua rivisitazione per adulti della Terra di Oz (menzionata anche in The Other Side of Time del fratello Keith).

## Opere
Ha pubblicato in Italia le seguenti opere.

### Romanzi
- Parte Prima (Worlds of the Imperium, 1961)
- Il segno dei due mondi (A Trace of Memory, 1962)
- Agente 064: operazione demoni (The Hounds of Hell, 1964)
- Il giorno prima dell'eternità (The Day Before Forever, 1968)
- La spiaggia del dinosauro (Dinosaur Beach, 1971)
- Odissea galattica (Galactic Odyssey, 1967)
- Minaccia dagli Hukk (The Glory Game, 1973)
- La guerra di Retief (Retief's War, 1967)
- Oltre l'orbita di Giove (The Star Treasure, 1971)
- Retief e i signori della guerra (Retief and the Warlords, 1968)
- Il clandestino dei mondi (The World Shuffler, 1970)
- La notte dei Troll (The Night of the Trolls, 1963)
- Parte Terza (Assignement in Nowhere, 1968)
- Parte Seconda (The Other Side of Time, 1965)
- Diplomatico in assetto di guerra (Diplomat-at-Arms, 1960)
- Il ritorno di Retief (Retief's Ransom, 1971)
- Le stelle aspetteranno (The Stars Must Wait, 1990)

### Racconti
- Il re della città (The King of the City, 1961)
- Sui gradini di casa (Doorstep, 1961)
- La città sul mare (The City That Grew in the Sea, 1964)
- L'astuzia di Retief (Saline Solution, 1963)
- Problema di coesistenza (Mightiest Qorn, 1963)
- Retief, gran diplomatico (Retief God-Speaker, 1965)
- Brutta giornata per i vermi (A Bad Day for Vermin, 1965)
- Muori da eroe (End as Hero, 1963)
- Padrone del mondo (World Master, 1965)
- Test di collocamento (Placement Test, 1964)
- Arena n. 2 (The Body Builders, 1966)
- Evasione nell'assurdo (It Could Be Anything, 1966)
- Diplomatico galattico (Sealed Orders, 1962)
- Questione di protocollo (Protocoll, 1962)
- Metamorfosi catalitica (Clear as Mud, 1967)
- Thunderhead (Thunderhead, 1968)
- Trappole e trattati (Trick or Treaty, 1965)
- Il gigante assassino (Giant Killer, 1965)
- La città proibita (The Forbidden City, 1969)
- Fastidi con la diga (Dam Nuisance, 1968)
- La foresta nel cielo (The Forest in the Sky, 1967)
- Tregua o guai (Truce or Consequences, 1966)
- Collaudo sul campo (Field Test, 1976)
- Festa di compleanno (Birthday Party, 1978)
- Non assicurabile (Prototaph, 1966)
- Il relitto (A Relict of War, 1969)
- Il diritto di resistere (The Right to Resist, 1971)
- Il diritto di ribellarsi (The Right to Revolt, 1971)
- Pareti (The Walls, 1963)
- Unità da combattimento (Combat Unit, 1960)
- Il segreto (The Secret, 1982)
- Ibrido (Hybrid, 1961)
- Test di distruttività (Test to Destruction, 1967)
- Il legislatore (The Lawgiver, 1970)